# Município de Silvercreek (condado de Greene, Ohio)
O município de Silvercreek (em inglês: Silvercreek Township) é um município localizado no condado de Greene no estado estadounidense de Ohio. No ano de 2010 tinha uma população de 3.738 habitantes e uma densidade populacional de 54,56 pessoas por km².

## Geografia
O município de Silvercreek encontra-se localizado nas coordenadas 39° 38′ 08″ N, 83° 42′ 34″ O. Segundo a Departamento do Censo dos Estados Unidos, o município tem uma superfície total de 68.51 km², da qual 68.14 km² correspondem a terra firme e (0.53%) 0.37 km² é água.

## Demografia
Segundo o censo de 2010, tinha 3.738 habitantes residindo no município de Silvercreek. A densidade populacional era de 54,56 hab./km². Dos 3.738 habitantes, o município de Silvercreek estava composto pelo 95.59% brancos, o 1.82% eram afroamericanos, o 0.11% eram amerindios, o 0.54% eram asiáticos, o 0.05% eram insulares do Pacífico, o 0.35% eram de outras raças e o 1.55% pertenciam a duas ou mais raças. Do total da população o 0.54% eram hispanos ou latinos de qualquer raça.